# لغة إيتلمينية
لغة إيتلمينية هي لغة يتكلم بها الإيتلمنسيون في شبه جزيرة كامشاتكا في شرق روسيا. حسب إحصاء سنة 2002، بلغ عدد الناطقين بها 3,180 شخص.